# Reguengo de Valada
Reguengo de Valada é uma aldeia portuguesa situada na freguesia de Valada, concelho do Cartaxo.
O Reguengo (como é conhecido) tem como principal fonte de riqueza a agricultura. Nos seus campos cultivam-se tomate, girassol, milho, trigo, vinha e melão. Esta aldeia fica a 2 km da sede de freguesia, Valada, e a cerca de 1 km da aldeia piscatória da Palhota.
É nesta aldeia que o cavaleiro tauromáquico João Salgueiro, residente em Valada, possui a sua quinta.